# Venerino praznovanje (Rubens)
Venerino praznovanje je slika flamskega slikarja Petra Paula Rubensa, ki je zdaj v Kunsthistorisches Museum na Dunaju. Je čudovit prikaz rimskega festivala Veneralia, ki so ga praznovali v čast Venere Verticordije.

## Vplivi

### Tizian in Filostrat
Rubens je dobro poznal Tiziana in naredil kopijo beneškega mojstra, Čaščenje Venere, ki je ostala v Rubensovi zasebni zbirki do njegove smrti. Tizianovo delo Čaščenje Venere je, obratno, temeljilo na Imagines (predstavljaj si) sofista Filostrata iz Lemnosa. Imagines sta knjigi z vrsto opisov starodavnih slik, ki naj bi krasile vilo iz 3. stoletja blizu Neaplja. V opisu z naslovom Kupidi (Erotes) Filostrat prikazuje 'roj' kupidov na dišečem vrtu, kjer zbirajo jabolka, jih poljubljajo in mečejo sem in tja, ukvarjajo se z lokostrelstvom sebe uporabljajo kot tarče, saj so puščice puščice ljubezni, z rokoborbo in lovijo zajca (simbol plodnosti). Medtem ko se kupidi onegavijo, nimfe obiskujejo kip Venere, ki je okrašen s srebrnim ogledalom, pozlačenimi sandali in zlatimi broškami. Tako Tizian kot Rubens v svoji kopiji prikazujeta večino te dejavnosti zelo podrobno.

### Ovid
Četrta knjiga (April) Ovidovih Fasti je bila tudi navdih za Rubensovo Venerino praznovanje. Del pesmi opisuje ženski festival, ki je bil 1. aprila v počastitev Venus Verticordia in Fortune Virilis. Festival vključuje pranje in okrasitev kipa Venere, obredno kopanje pod vejami mirte in daritve kadila Fortuni Virilis, tako da boginja lahko pred očmi ljudi skrije fizične napake. Delo, ki ga drugi viri ne potrjujejo vedno, prikazuje nekoliko nasproten prikaz festivala, ki zabriše razlike med razredom in namenom obreda. Kult je bil namenjen predvsem temu, da žensko srce spremeni iz poželenja (libidine) v čednost (pudicitia), da bo lahko obdržala svojo lepoto, krepost in dober ugled. Vendar poleg nevest in mater, Ovid vključuje »tiste, ki ne smejo nositi naglavnih trakov in dolgih oblačil«. To je evfemistično sklicevanje na prostitutke (meretrices), ki niso smele nositi frizure in oblačil ugledne matrone. Namesto tega so nosile kratko tuniko in togo. Prostitutke niso prosili, naj sprejmejo čistost, zato je njihovo sodelovanje moralo služiti drugim namenom.

## Kompozicija
Rubens je združil ključne elemente Imagines in Fasti, skupaj s podrobnostmi lastnega izuma, da je ustvaril živahno alegorijo zakonske blaženosti, kjer se »razveseljivi čutnosti pridružuje in krepi primernost zakona.«
Kip Venere Verticordia v pozi pudica je osrednja točka dela. Obkrožena je s spremljevalci, ki so nato obkroženi s plesom in onegavljenjem kupidov, satirov, nimf| in maenad. Rubens v svoje delo vključuje vse tri Ovidove razrede žensk. Prikazane so dobro oblečene matrone, ki izvajajo obrede. Ena umiva kip, druga pa v molitvi daruje kadilo iz gorečega tripoda Fortuni Virilis. Kopica plešočih kupidov se je za trenutek razdelila, da sta dve nestrpni nevesti, ki nosita lutke kot daritev, pohiteli k boginji. Prisotne so tudi prostitutke. Goli, razen plapolajočih draperij, stojijo ob vznožju Venere. Eden stisne glavnik, medtem ko drži zrcalo, da se boginja lahko vidi. Venerin tempelj je prikazan v ozadju za jamo, v kateri se tok vode spušča v preliven bazen. Rubens ne prikazuje nobenega slavljenca, ki bi se obredno kopal, kot je opisal Ovid, vendar kotlina v jami aludira na to prakso.
Rubens je tako kot Tizian napolnil svoje platno z rojem živahnih kupidov. Na njih je uporabil svoje posebne podrobnosti. Nekateri so upodobljeni kot samice brez kril. Umetnostni zgodovinar Philipp Fehl je zaljubljeni par v desnem ospredju skupaj z dvema paroma golobov predstavljal kot Kupido in Psiha in poudaril, kako zakon bogati ljubezen. Drugi krilati kupid spusti venček vrtnic nad glavo Venere v skladu z Ovidom: »Zdaj je dobila sveže cvetje in novo vzcvetene vrtnice.« Preostali kupidi, ki ne plešejo, zbirajo jabolka Venere, kot je opisal Filostrat, pa tudi snope pšenice in grozde. Pšenica in grozdje sta atributa Cerere in Bacha, bogova, ki ju predstavljajo, so prikazani kot sedeči kipi nad jamo. Ta podrobnost prispeva k poželjivi naravi Rubensovega upodabljanja, saj znana izreka, ovekovečena v drami Terencea, navaja: sine Cerere et Baccho friget Venus (brez hrane in vina se ljubezen ohladi).
Prefinjene nimfe in satiri pred jamo so bakanalska predstavitev čiste erotične želje. Rubens je za vzor nimfe skrajno levo uporabil svojo mlado ženo Heleno Fourment. Zviška jo drži pridni satir, ko se razvratno prijema za njegove roge in s poznavalskim pogledom strmi s platna.